# Wronki (stacja kolejowa)
Wronki – stacja kolejowa we Wronkach, w województwie wielkopolskim, w Polsce. Według klasyfikacji PKP ma kategorię dworca lokalnego. Budynek dworca pochodzi z roku 1880, a w 2002 został wpisany do rejestru zabytków NID.

## Ruch pasażerski
| Rok  | Wymiana pasażerska na dobę |
| ---- | -------------------------- |
| 2017 | 1500                       |
| 2022 | 1400                       |

## Opis
Zespół stacji kolejowej zlokalizowany jest w ciągu ul. Dworcowej, w południowej części miasta na linii łączącej Poznań ze Szczecinem. Naprzeciwko dworca znajduje się przystanek komunikacji autobusowej utworzony w latach 70. XX wieku.
Usytuowany po północnej stronie torów kolejowych dworzec zawiera cechy stylowe eklektyzmu połączonego z elementami zapożyczonymi z architektury tyrolskiej. Charakter ten w szczególności obejmuje drewniane elementy dachu w postaci szerokich, dekoracyjnie potraktowanych okapów. Budynek zbudowano z ceramicznej cegły. Ściany na piętrze i poddaszu mają konstrukcję ryglową. W piwnicy znaleźć można stropy ceramiczne, wyżej drewniane belkowe, nad halą dworcową strop żelbetowy.

## Historia
W 1848 roku została uruchomiona pierwsza wielkopolska linia kolejowa z Poznania do Stargardu przez Krzyż. W roku 1880 wybudowano obecny dworzec kolejowy. W latach 1909–1910 włączono drugi tor i rozbudowano stację Wronki uzyskały połączenie z Obornikami Wielkopolskimi. Powstała wtenczas nastawnia i parowozownia z warsztatami remontowymi.
W latach 2012–2013 przeprowadzono kosztem 2,6 mln zł gruntowny remont dworca, przystosowując go dla potrzeb niepełnosprawnych. Prace trwały niemal półtora roku. W listopadzie 2013 otwarto dworzec dla podróżnych.